# Suza (Kneževi Vinogradi)

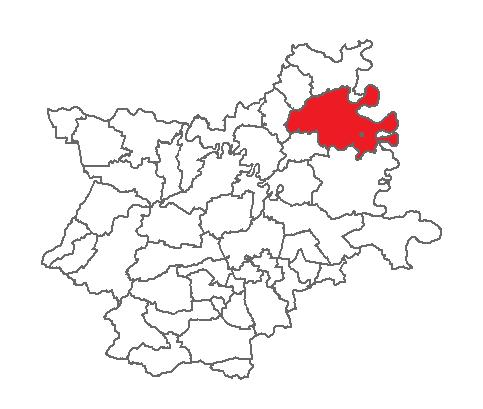
Lage der Siedlung Suza in der Gespanschaft Osijek-Baranja

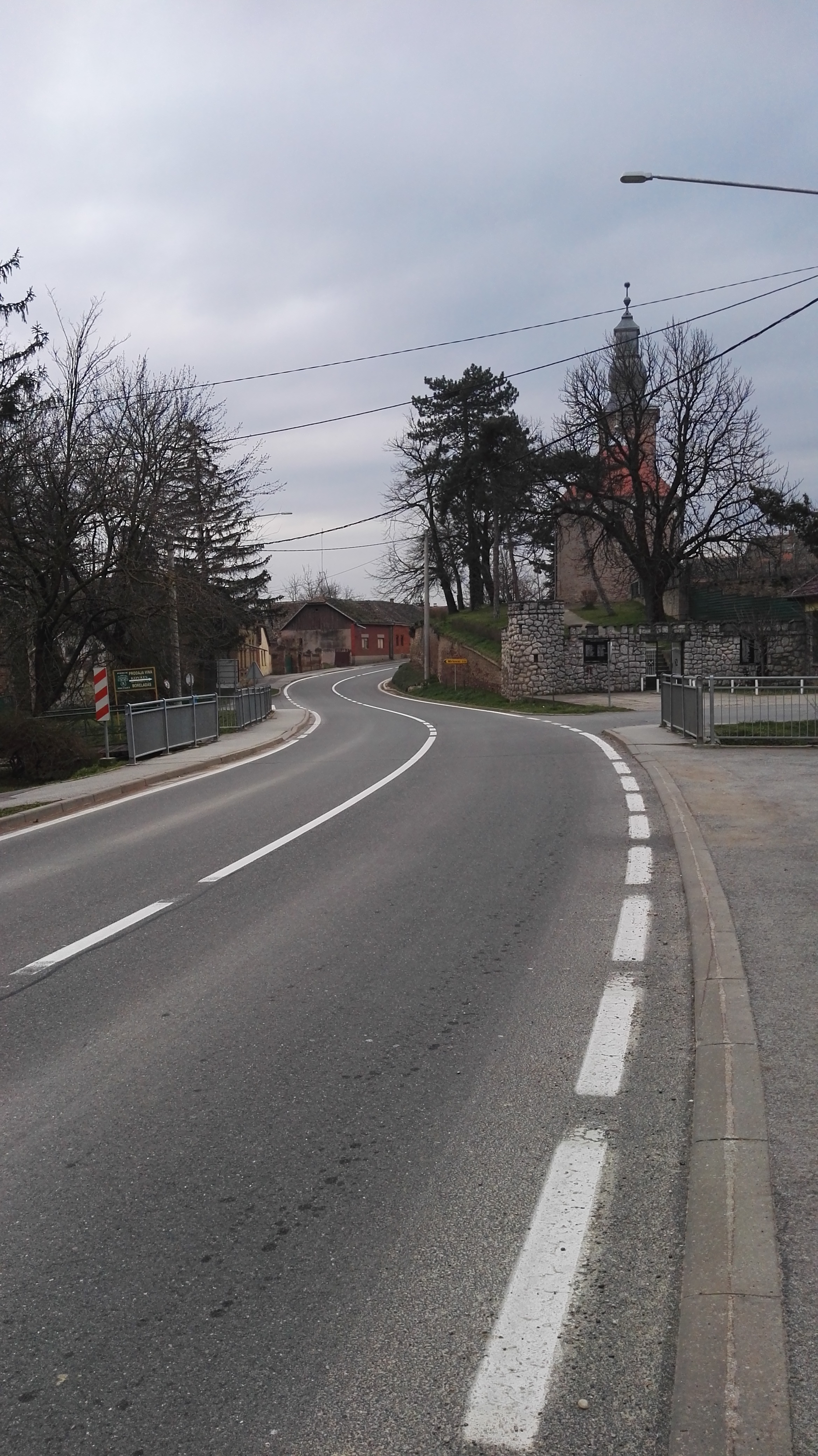
Straßenansicht in Suza

Suza (ungarisch Csúza) ist ein Dorf in der Gemeinde Kneževi Vinogradi in der Gespanschaft Osijek-Baranja im Nordosten Kroatiens. Es hat 427 Einwohner (2021) und liegt nahe der kroatisch-ungarischen Grenze.

## Geographie
Das Dorf befindet sich an der nordöstlichen Spitze Kroatiens, etwa 31 Kilometer von Osijek entfernt, in der Nähe der Donau und der Drau. Die Staatsgrenzen von Ungarn und Serbien sind nur wenige Kilometer entfernt.

## Geschichte

### Antike
Suza war bereits in der Bronzezeit von Menschen besiedelt. Bei archäologischen Ausgrabungen wurden Fragmente pannonischer Intarsien-Keramik auf den westlichen und östlichen Terrassen eines Ackerfeldes gefunden, was auf die Existenz einer größeren bronzezeitlichen Siedlung hindeutet.

### Mittelalter
Das Dorf wurde zum ersten Mal im Jahr 1252 urkundlich erwähnt.
Während des Großen Türkenkrieges im Jahre 1687 wurde die Region von der türkischen Herrschaft befreit und Prinz Eugen von Savoyen erhielt das Gebiet als königliche Schenkung für seine militärischen Verdienste. Bis zu Eugen Savoyens Tod war Suza Teil seines Herrschaftsanwesens in Bilje. Im Jahr 1736 gingen das Gut und die Ländereien an die Hofkammer über und Maria Theresia schenkte 1780 das Anwesen ihrer Tochter Erzherzogin Maria Christina  und ihrem Ehemann Prinz Albert Kasimir. Später erbte das Gut Erzherzog Karl und es blieb bis zum 1. Weltkrieg im Besitz seines Bruders Friedrich.

### Neuzeit
Nach dem Ende des Ersten Weltkrieges und bis zum Friedensvertrag von Trianon gehörte die Region zum Komitat Baranya. Im Jahr 1918 wurde es dem neuen Königreich Jugoslawien zugesprochen. Während des 2. Weltkrieges, von 1941 bis 1945, gehörte das Gebiet wieder zu Ungarn. Nach Ende des Zweiten Weltkrieges folgte dann die Eingliederung in die SFR Jugoslawien. Seit 1991 ist es Bestandteil von Kroatien.
Nach der Unabhängigkeit Kroatiens 1991 und dem darauffolgenden Kroatienkrieg fiel der Ort in die Hände der aufständischen Serben. Die nichtserbische Bevölkerung wurde teilweise vertrieben. Im Jahr 1998 wurde Suza und die südliche Baranja per Friedensabkommen an Kroatien friedlich zurückgegeben.

## Bevölkerung
Laut der Volkszählung von 1910 hatte Suza damals 1262 Einwohner, davon 1247 Ungarn, 8 Deutsche, 1 Kroate und 5 Serben. 1259 der Einwohner sprachen Ungarisch (99,76 %). Im Jahr 2001 waren 93,1 % der Bevölkerung Ungarn, 2,2 % Kroaten, 1,3 % Serben, 2,1 % Deutsche und Angehörige anderer Nationalitäten. Die Bevölkerung des Dorfes sank im Jahr 2021 auf 427.
| Bevölkerungsentwicklung | Bevölkerungsentwicklung | Bevölkerungsentwicklung | Bevölkerungsentwicklung | Bevölkerungsentwicklung | Bevölkerungsentwicklung | Bevölkerungsentwicklung | Bevölkerungsentwicklung | Bevölkerungsentwicklung | Bevölkerungsentwicklung | Bevölkerungsentwicklung | Bevölkerungsentwicklung | Bevölkerungsentwicklung | Bevölkerungsentwicklung | Bevölkerungsentwicklung | Bevölkerungsentwicklung | Bevölkerungsentwicklung |
| ----------------------- | ----------------------- | ----------------------- | ----------------------- | ----------------------- | ----------------------- | ----------------------- | ----------------------- | ----------------------- | ----------------------- | ----------------------- | ----------------------- | ----------------------- | ----------------------- | ----------------------- | ----------------------- | ----------------------- |
| 1857                    | 1869                    | 1880                    | 1890                    | 1900                    | 1910                    | 1921                    | 1931                    | 1948                    | 1953                    | 1961                    | 1971                    | 1981                    | 1991                    | 2001                    | 2011                    | 2021                    |
| 1061                    | 1077                    | 1079                    | 1149                    | 1130                    | 1262                    | 1201                    | 1297                    | 1159                    | 1127                    | 1077                    | 963                     | 884                     | 792                     | 636                     | 567                     | 427                     |

## Sehenswürdigkeiten
- Die reformierte Kirche wurde 1869 auf einem Hochplateau errichtet. Bei dem Gebäude handelt es sich um einen einschiffigen Längsbau, der mit einer halbrunden Apsis und einem markanten Glockenturm neben der Hauptfassade abgeschlossen wird.[5]
- Der Grundstein der katholischen Kirche des Heiligen Antonius wurde im Herbst 2005 auf Initiative des Ideengebers und Hauptsponsors Josip Šimić gelegt. Die Kirche ist dreihundert Quadratmeter groß. Bis Mitte 2007 wurden die Rohbauarbeiten auf drei Stockwerken mit einem fast 30 Meter hohen Glockenturm, einem Seminarraum und einem Pfarrbüro abgeschlossen. Nach der Installation einer Metallkuppel auf dem Turm des Glockenturms im Mai 2007 wurden im Juli desselben Jahres zwei Kirchenglocken installiert. Im 14. Jahrhundert wurde die katholische Kirche des Heiligen Martin von den Türken zerstört und seitdem hatte Suza keine katholische Kirche mehr.[6]

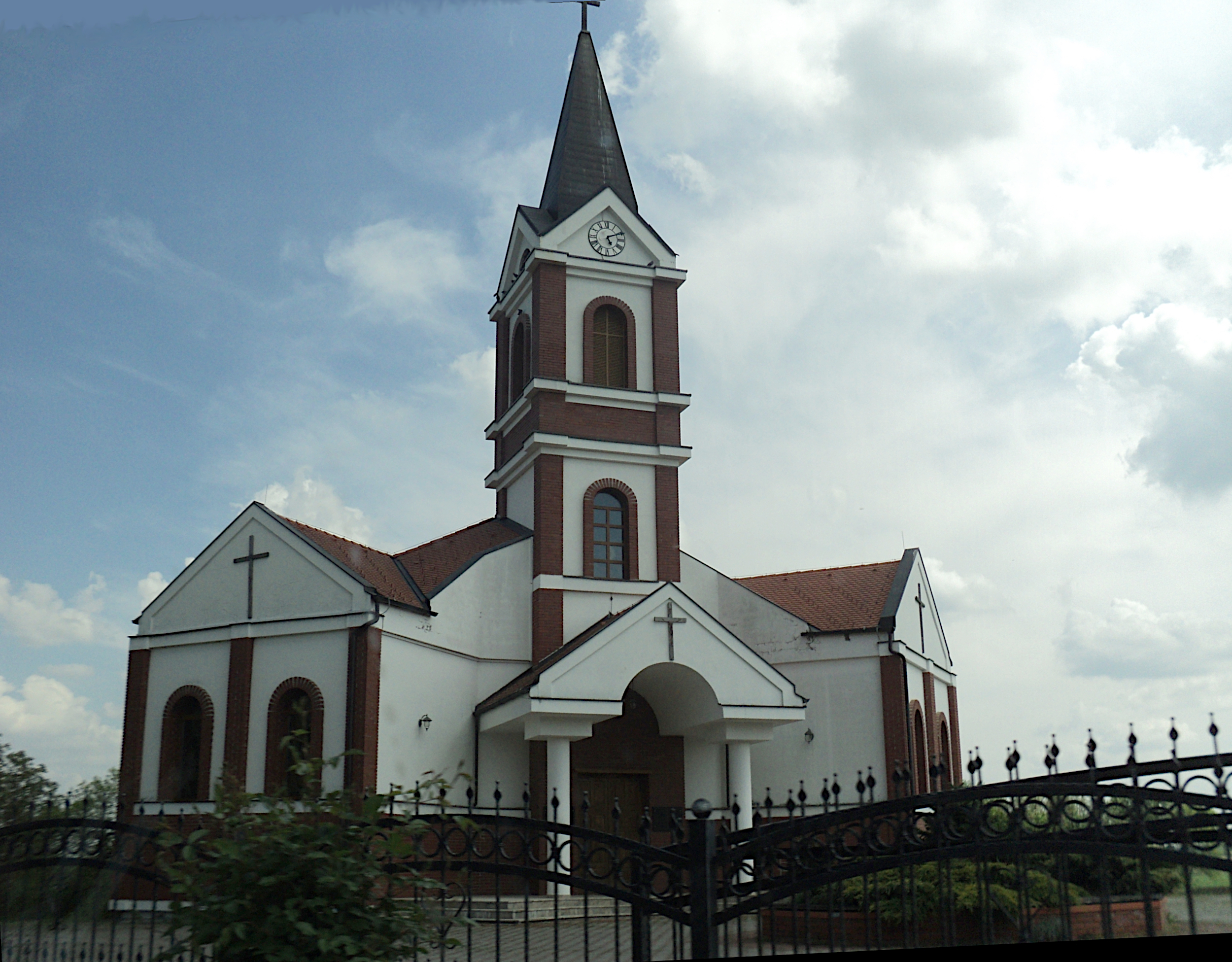
Katholische Kirche
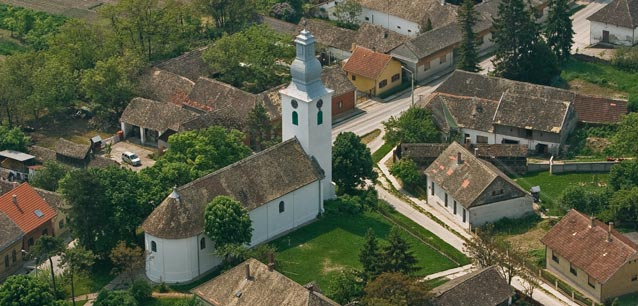
Reformierte Kirche aus der Luft
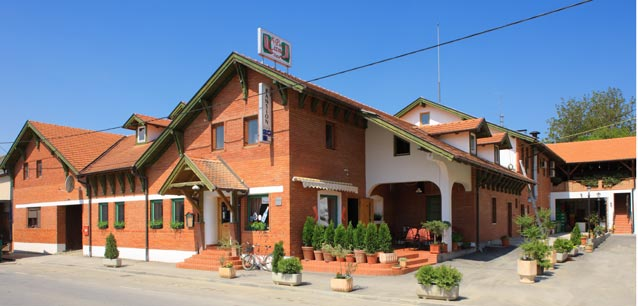
Restaurant Piroš Čizma
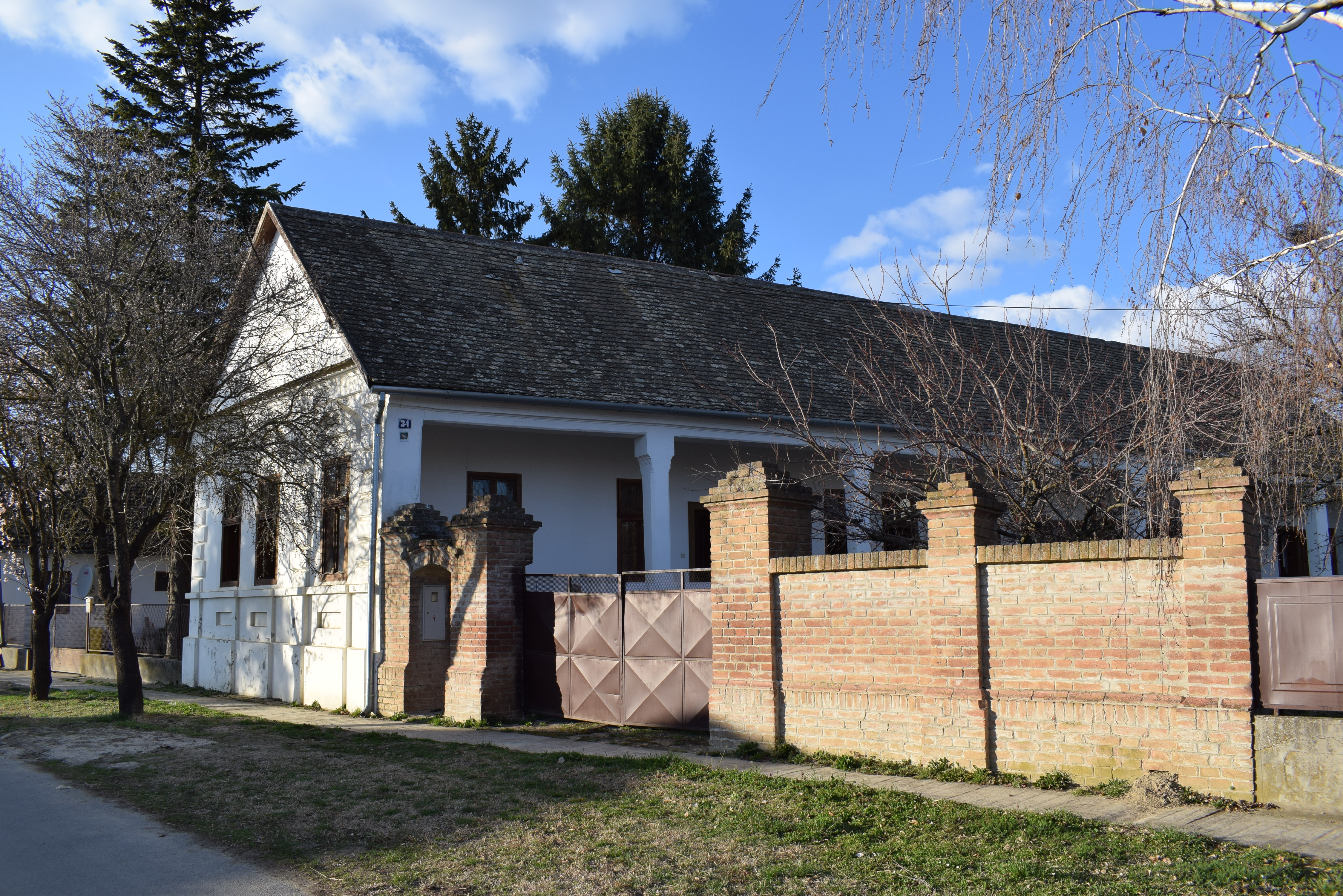
Altes Bauernhaus

## Wirtschaft
Die Landwirtschaft wie Getreideanbau, die Viehzucht sowie der Weinanbau ist die größte Einkommensquelle des Dorfes. Auch der Tourismus spielt immer eine größere Rolle und seit 2015 gibt es einen Campingplatz in Suza.

## Kulturvereine
Im kroatischen Vereinsregister Registar udruga Republike Hrvatske sind 10 Vereine mit Sitz in Kotlina registriert (Stand: VIII/2023):
- Frauenverein Suza
- Verein für Erziehung und Information „Educogen“
- Ungarischer Verein für Weinberge und Winzer Kroatiens
- Ungarische Nichtregierungsorganisation „DZMH“
- Ungarischer Kulturverein „Čardaš“
- Freiwillige Feuerwehr „DVD“
- Jugendverein „Gedeon Ač“
- Kroatischer Verein für regionale Entwicklung „Feniks“
- Allianz junger ungarischer Unternehmer Kroatiens
- Kunst- und Kulturgesellschaft „Jokai Mor“

## Sportvereine
- Fußballverein „Columbus“ 2005